# Старокармизьке сільське поселення
Старокарми́зьке сільське поселення (рос. Старокармыжское сельское поселение) — муніципальне утворення у складі Кізнерського району Удмуртії, Росія. Адміністративний центр — присілок Старий Кармиж.
Населення становить 465 осіб (2019, 597 у 2010, 958 у 2002).

## Історія
До 1925 року існувала Васильєвська сільрада Троцької волості Можгинського повіту, яка була перетворена в Старокармизьку. 16 червня 1954 року було об'єднано Старокармизьку та Старобемизьку сільради у Бемизьку. 7 лютого 1993 року Старокармизька сільрада була відновлена. Головами сільради були Р. Я. Солдатов (1927–1928), Я.Чернов (1929–1930), М. М. Шушпанов (1931–1933), І. А. Пермінов (1934–1935), П. І. Єнаторов (1936–1938), Я. П. Курбанов (1939–1940), Т. С. Сергеєв (1940–1941), М. А. Воробйова (1942–1943), М. Н. Мастеров (1944–1945), А. П. Кабанов (1946–1948), М. М. Боярова (1949–1955), А. М. Аравіцька.
Станом на 2002 рік існували Васильєвська сільська рада (село Васильєво, присілки Айшур, Верхня Тижма, Городилово, Калугіно, Кібек-Пельга, Нижній Ішек, Нова Зоря, Новотроїцьке, Шигай, починок Ільїнський) та Старокармизька сільська рада (присілки Аравазь-Пельга, Макан-Пельга, Поляково, Старий Кармиж). Пізніше присілки Верхня Тижма, Городилово, Нова Зоря та Новотроїцьке були передані до складу Верхньобемизького сільського поселення.

## Склад
До складу поселення входять такі населені пункти:
| Населений пункт          | Населення, осіб (2002) | Населення, осіб (2010) |
| ------------------------ | ---------------------- | ---------------------- |
| Айшур, присілок          | 29                     | 17                     |
| Аравазь-Пельга, присілок | 282                    | 176                    |
| Васильєво, село          | 172                    | 55                     |
| Ільїнський, починок      | 0                      | -                      |
| Калугіно, присілок       | 0                      | -                      |
| Кібек-Пельга, присілок   | 0                      | -                      |
| Макан-Пельга, присілок   | 144                    | 119                    |
| Нижній Ішек, присілок    | 0                      | -                      |
| Поляково, присілок       | 66                     | 55                     |
| Старий Кармиж, присілок  | 265                    | 175                    |
| Шигай, присілок          | 0                      | -                      |

## Господарство
В поселенні діють школа, садочок, 2 фельдшерсько-акушерських пункти, 2 клуби, бібліотека. Серед підприємств працюють 2 фермерства, 3 пилорами та 2 магазини.